# 39-я стрелковая дивизия
39-я стрелковая дивизия — воинское соединение Вооружённых Сил СССР в Великой Отечественной войне

## История
Сформирована 20.07.1922 года на базе 104-й стрелковой бригады 35-й стрелковой дивизии как 1-я Забайкальская стрелковая дивизия, затем переименована в Тихоокеанскую стрелковую дивизию, в 1936 году переименована в 39-ю Тихоокеанскую стрелковую дивизию.
В 1929 году вела боевые действия севернее озера Ханка.
В августе 1938 года частью сил участвовала в Хасанских боях.
На 22.06.1941 года дислоцировалась в Дальнегорске.
В боевых действиях во время Великой Отечественной войны участия не принимала.
В действующей армии с 09.08.1945 по 03.09.1945
09.08.1945 года с началом боевых действий с Японией и Маньчжурской стратегической операции находилась во втором эшелоне ударной группировки армии, 10.08.1945 года под командованием генерала Семёнова после марша переправилась через реку Шитоухэ, также продвигаясь во втором эшелоне и ведя бои с наносящими удары во флаг японскими частями. В боях в районе Муданьцзяна, дивизией, совместно с 231-й стрелковой дивизией была разгромлена 1-я моторизованная бригада врага, в составе которой было немало смертников. 20 августа вступили в г. Харбин. В боях за этот город генерал-майор В. А. Семёнов был ранен и отправлен в госпиталь. Поставленную задачу по прорыву сильно укреплённой, глубоко эшелонированной обороны противника на плацдарме р. Мулинхэ дивизия выполнила успешно. Умело применив подвижные отряды, она прошла с боями сотни километров, очистив от японских войск десятки крупных населённых пунктов. Своими действиями дивизия обеспечила дальнейшее продвижение войск армии.
К 25.08.1945 года закончила сосредоточение на Харбинском направлении.
17 мая 1957 года переформирована в 129-ю мотострелковую дивизию.
22 февраля 1968 года награждена орденом Кутузова 2-й степени.

## Перечень наименований
- 1918 г. — 1-я бригада 2-й Тульской пехотной дивизии;
- 1919 г. — 2-я стрелковая бригада 35-й стрелковой дивизии;
- 1921 г. — 104-я стрелковая бригада 35-й стрелковой дивизии;
- 1922 г. — 1-я Забайкальская стрелковая дивизия;
- 1923 г. — 1-я Тихоокеанская стрелковая дивизия;
- 1936 г. — 39-я Тихоокеанская стрелковая дивизия;
- 1945 г. — 39-я Тихоокеанская Краснознамённая стрелковая дивизия;
- 1957 г. — 129-я Тихоокеанская Краснознамённая мотострелковая дивизия;
- 1960 г. — 129-я Тихоокеанская Краснознамённая учебная мотострелковая дивизия;
- 1968 г. — 129-я Тихоокеанская Краснознамённая ордена Кутузова II степени учебная мотострелковая дивизия;
- 1987 г. — 392-й Учебный центр по подготовке младших специалистов Дальневосточного военного округа;
- 2012 г. — 392-й Межвидовый учебный центр Восточного военного округа;
- 2013 г. — 392-й Тихоокеанский Краснознамённый ордена Кутузова II степени окружной учебный центр подготовки младших специалистов;
- 2019 г. — 392-й окружной учебный Тихоокеанский Краснознамённый ордена Кутузова центр подготовки младших специалистов имени Героя Советского Союза Маршала Советского Союза В. И. Петрова[3].

## Полное название
39-я стрелковая Тихоокеанская Краснознамённая дивизия

## Подчинение
- Дальневосточный фронт, 1-я Краснознамённая армия, 59-й стрелковый корпус — на 01.07.1941 года
- Дальневосточный фронт, 1-я Краснознамённая армия — на 01.10.1941 года
- Дальневосточный фронт, 1-я Краснознамённая армия, 59-й стрелковый корпус — на 01.01.1942 года
- Дальневосточный фронт, Приморская группа войск, 1-я Краснознамённая армия, 59-й стрелковый корпус — на 01.01.1944 года
- Дальневосточный фронт, 1-я Краснознамённая армия, 59-й стрелковый корпус — на 01.01.1945 года
- Дальневосточный фронт, Приморская группа войск, 1-я Краснознамённая армия, 59-й стрелковый корпус — с апреля 1945 года по июль 1945 года.
- 1-й Дальневосточный фронт, 1-я Краснознамённая армия, 59-й стрелковый корпус — с августа 1945 года.

## Состав

### 1945
- 50-й стрелковый Читинский полк
- 199-й стрелковый полк
- 254-й стрелковый полк
- 15-й артиллерийский полк
- 87-й гаубичный артиллерийский полк
- 83-й отдельный истребительно-противотанковый дивизион
- 455-й зенитно-артиллерийский дивизион
- 16-я отдельная разведывательная рота
- 71-й отдельный сапёрный батальон
- 924-й отдельный батальон связи
- 62-й медико-санитарный батальон
- 47-я отдельная рота химический защиты
- 57-я автотранспортная рота
- 2-я ремонтно-восстановительная рота
- 100-я полевая хлебопекарня
- 135-я полевая почтовая станция
- 248-я полевая касса Госбанка

Периоды вхождения в состав Действующей армии:
- 9 августа 1945 года — 3 сентября 1945 года.[4]

## Командиры
- Фирсов, Дмитрий Сергеевич (ноябрь 1933 — 31.05.1937), комдив;
- Куликов, Константин Ефимович (10.07.1937 — 31.12.1938), полковник, с 17.02.1938 комбриг;
- Морозов, Анатолий Маркианович (июль 1939 — 19.07.1940), полковник;
- Кузнецов, Владимир Степанович (20.07.1940 — 19.11.1941), генерал-майор;
- Сухарев, Николай Михайлович (20.11.1941 — 22.11.1944), полковник, генерал-майор;
- Макаров, Дмитрий Васильевич (23.11.1944 — 25.07.1945), полковник;
- Семёнов, Василий Александрович (25.07.1945 — декабрь 1945), генерал-майор, ранен в боях за Харбин
- Архангельский, Виктор Васильевич (декабрь — март 1946), генерал-майор[5];
- Басанец, Лука Герасимович (март 1946 — май 1949), генерал-майор;
- Калюжный, Иван Прокофьевич (июнь 1949 — май 1952), генерал-майор;
- Красновский, Серафим Андрианович (сентябрь 1954 — май 1955), генерал-майор

### Начальники штаба дивизии
- Батюня, Александр Григорьевич (??.08.1938 — ??.11.1938);
- Емелин Степан Тихонович (на 01.06.1942), подполковник;
- Кунаков (— 24.03.1945), подполковник;
- Морозов Леонид Петрович (24.03.1945 — 04.08.1945), подполковник;
- Мудрик Пётр Мефодьевич (04.08.1945 — 03.09.1945), подполковник

## Награды
- 19 сентября 1945 года —  Орден Красного Знамени — награждена указом Президиума Верховного Совета СССР от 19 сентября 1945 года за образцовое выполнение заданий командования в боях против японских войск на Дальнем Востоке при форсировании реки Уссури, прорыве Хутоуского, Мишаньского, Пограничненского и Дуннинского укреплённых районов, овладении городами Мишань, Гирин, Яньцзи, Харбин и проявленные при этом доблесть и мужество.[6]